# Kömnevik
Kömnevik är en by i Ringarums socken, Valdemarsviks kommun, på norra stranden av Yxningen.
Kömnevik omtalas första gången i ett pergamentsbrev 1439 och kallas då "køpmannauik". I skattelängden 1535 upptas två hemman i Kömnevik (köpmannawick, köpmanwick). Gösta Franzén tolkade i Ortnamnen i Östergötland ortnamnet som att här funnits en gränsstation på den gamla Tjustvägen från Söderköping, där man bedrivit handel med Tjustborna. Samtidigt konstaterade han att ortnamnet är det ända belägget för en handelsplats här. I de äldre skattelängderna redovisas Kömnevik huvudsakligen som två mantal skatte, då kallade Öster- och Västergården. 1642 års skattelängd upptar dock endast ett mantal. Den ena gården anges 1715 som "skattevrak" och var 1760 reducerad till 3/4 mantal. År 1774 upptar nio gårdar i Kömnevik, förutom båtsmanstorpet på ägorna. Ännu vid laga skifte 1858 fanns nio gårdar i byn, sex på Nedergården och tre på Uppgården. Av gårdarna flyttades då tre ut på ägorna.
Ett flertal torp finns dessutom på ägorna:
- Backen, uppfört 1863 och från 1893 kallat Södralund, och efter Gottfrid Holmberg som var siste bofaste innevånaren och lämnade torpet 1961 Holmbergsstugan.
- Björklund uppfört i slutet av 1850-talet
- Eksätter, omtalat första gången omkring 1860. På tomten viss även en mindre stuga kallad backstugan, som möjligen är identisk med de äldre  torpen Johannisborg eller Ekängen.
- Ekängen, uppfört 1832. Torpet övergavs 1862.
- Grässveden, omtalat första gången 1801, och övergavs troligen en kort tid efteråt
- Högtomta, omtalat första gången i husförhörslängden 1841–1846, och ersattes av torpet Björklund, som möjligen uppfördes på samma plats.
- Johannisborg, omtalat första gången i husförhörslängden 1846–1852, tidvis kallat Sågtorpet, det revs omkring 1860 för att i stället ersättas av den från bytomten utflyttade Norrgården
- Kvarntorpet, omtalat första gången i husförhörslängden 1821–1830
- Lilltomta, omtalat första gången omkring 1860
- Löfdalen, omtalat första gången 1851, torpet övergavs i slutet av 1850-talet då brukarna flyttade till Äspvik
- Löfsveden, existerade endast en kort tid i början av 1800-talet
- Lövvik, omtalat första gången i husförhörslängden 1861–1871, revs omkring 1900
- Manhem, uppfört 1865, revs på 1920-talet
- Nybygget, omtalat första gången i husförhörslängden 1821–1830 och revs troligen på 1850-talet
- Nysätter omtalat första gången i husförhörslängden 1841–1846
- Pettersborg, uppfört 1860
- Svensund, uppfört 1867, övergavs 1917 och har senare rivits
- Tallborg, uppfört 1827, övergavs 1861 och har senare rivits
- Kömnevikstorpet, omtalat som båtsmanstorp redan på 1600-talet, troligen identiskt med det båtsmanstorp som i början av 1800-talet kallades Tupptorpet. Det ersattes omkring 1860 av Äspvik som båtsmanstorp, och revs troligen en tid efteråt
- Västralund, uppfördes 1850
- Äppelholm, uppfördes 1856
- Äppelsand, omtalas första gången i hushörhörslängden 1816–1820, övergavs redan omkring 1830 och är sedan länge rivet.
- Äspvik, omtalas första gången 1774, var 1860–1897 båtsmantorp, och var bostad fram till 1954. Roteskylten finns ännu bevarad i stugan.
- Östralund, omfördes omkring 1880

## Källa
- Gusumstraktens bebyggelse, Claes-Göran Petersen, s 43-70.